# Amorphophallus manta
Amorphophallus manta là một loài thực vật có hoa trong họ Ráy (Araceae). Loài này được Hett. & Ittenbach mô tả khoa học đầu tiên năm 1994.